# 7Days
7Days (früher Kidsweek) ist eine niederländische überregionale Wochenzeitung mit Redaktionssitz in Amsterdam. Die Zeitung ist für Kinder und Jugendliche im Alter von 11 bis 15 Jahren konzipiert und verwendet das Tabloid-Format. Die Erstausgabe von Kidsweek erschien im April 2003, seit 2006 ist sie mit 75 % mehrheitlich im Eigentum von De Persgroep Nederland, die anderen 25 % werden von dem ursprünglichen Eigentümer NDC | VBK gehalten. Die Auflage beträgt derzeit (Stand März 2008) nach Eigenangaben 40.000 Exemplare, sie gehört damit zu den wenigen Titeln in den Niederlanden, bei denen keine Auflagenprüfung erfolgt.
Seit September 2004 erscheint auch ein Ableger für jüngere Kinder von 7 bis 10 Jahren mit dem Titel Kidsweek Junior.

## Profil
7Days ähnelt in ihren Rubriken den üblichen Tageszeitungen, nur dass diese für die Zielaltersgruppe entsprechend aufbereitet sind. Neben Politik, Sport, Wissenschaft und Gesellschaft gibt es auch Fernseh-, Bücher- und Musiktipps sowie jeweils eine Seite für Internet und Spiele. Von der Gestaltung her ähnelt sie den niederländischen Gratiszeitungen außer im Format auch im häufigen Gebrauch von Fotografien. 